# Dirck Jacobsz.

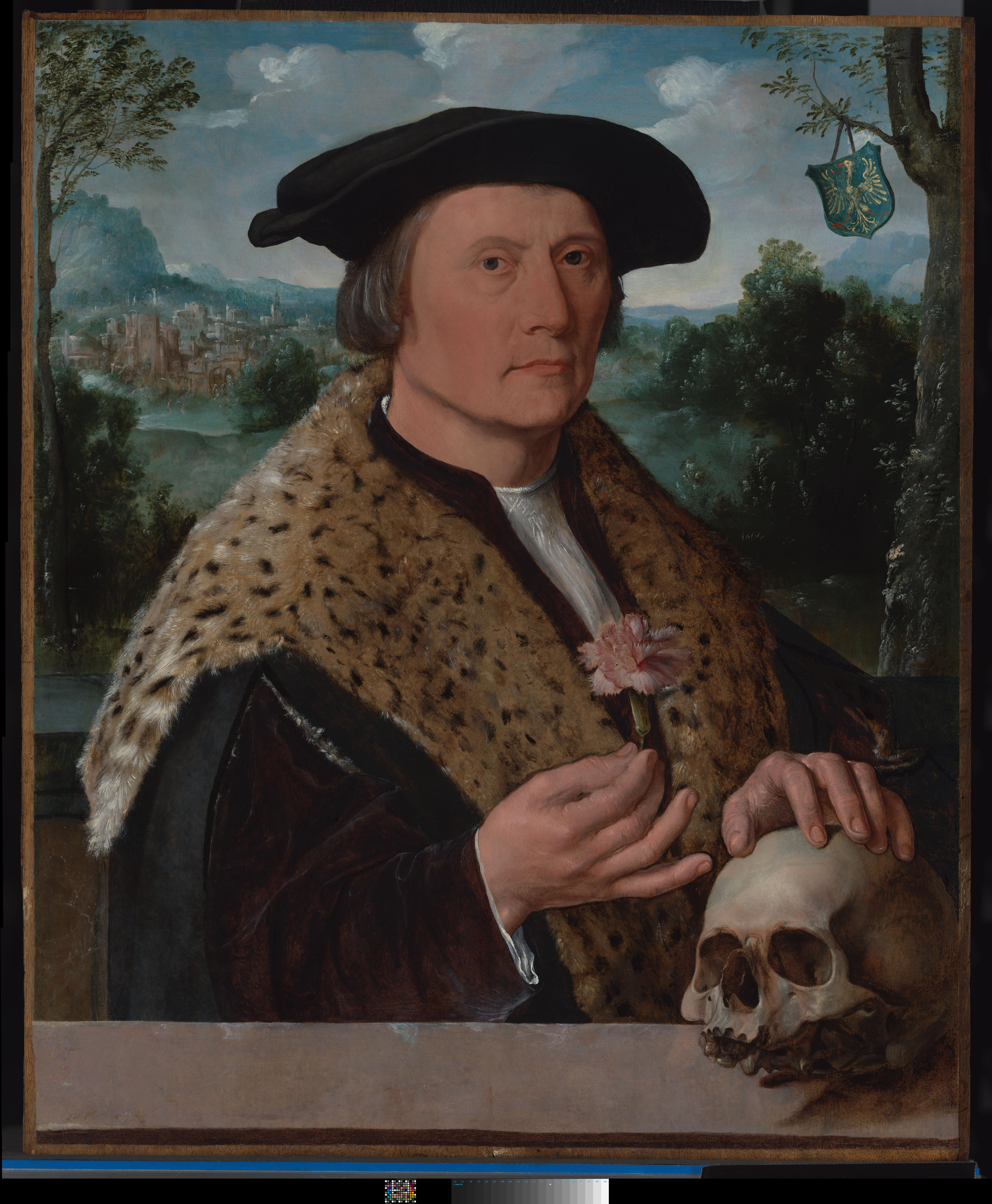
Dirck Jacobsz.: Porträt von Pompeius Occo, um 1531

Dirck Jacobsz. (* um 1497; † 1567 in Amsterdam), auch Dirck Jacobszoon, war ein Maler der niederländischen Renaissance.

## Leben
Sein genauer Geburtsort ist nicht bekannt, man weiß aber, dass Jacobsz. in Amsterdam aufwuchs. Er entstammte einer Malerfamilie und erlernte die Malerei bei seinem Vater, Jacob Cornelisz. van Oostsanen. In dieser Zeit machte er auch mit dem Amsterdamer Maler Jan van Scorel Bekanntschaft, mit dem er sein Leben lang befreundet sein sollte und dessen Manierismus ihn stark beeinflusste.
Er war einer der ersten Maler, die sich auf Porträts spezialisierten. Sein Porträt von Pompeius Occo gilt als das erste Renaissance-Porträt eines Amsterdamer Malers. Jacobsz. verwendete in seinen Bildern oft Gegenstände, die auf die Vergänglichkeit des Lebens hinweisen, so zum Beispiel Totenschädel oder Sanduhren. In seinen letzten Jahren wurde sein Ruhm vom Hofmaler der spanischen Niederlande Anthonie Mor aus Utrecht überschattet.
Ein im Jahr 1529 gemaltes Gruppenporträt einer Schützengilde wird als sein wichtigstes Werk angesehen, wobei insbesondere die Anlage als Triptychon ungewöhnlich ist. Es war das erste Heeresporträt der niederländischen Geschichte. In der Folge wurden Gruppenporträts von Schützengilden eine Spezialität niederländischer Maler.
Dirck Jacobsz. war mit Marritgen Gerrets († 1570) verheiratet und laut einer Quelle 1548 Besitzer eines Hauses in der Warmoesstraat in Amsterdam gewesen. Sein Sohn war der Maler Jacob Dirksz. († 1568). Dirck Jacobsz. wurde am 27. Juni 1567 in der Oude Kerk begraben.

## Werke (Auswahl)
- Triptychon mit Schützen der Amsterdam Kloveniersdoelen, 1529 (Amsterdam, Rijksmuseum, Inv. Nr. SK-C-402)
- Porträt von Pompeius Occo, um 1531 (Amsterdam, Rijksmuseum, Inv. Nr. SK-A-3924)
- Jacob Cornelisz. van Oostsanen malt seine Frau, um 1550 (Toledo, Museum of Art, Inv. Nr. 1960.7)